# 滝水瞳
滝水 瞳（たきみず ひとみ、11月15日 - ）は、フリーアナウンサーである。

## 来歴・人物
- 香川県出身。
- 関西外国語大学在学中の2003年、エフエムひらかたの番組『キャンパス　ビートルズ』で放送デビューする[1]。
- 大学卒業後の2005年、エフエム徳島にアナウンサーとして入社。入社後は朝の『SMILE MORNING』、昼の『Good Day Hummin]』、夕方の『T-Cross』と自社制作枠の全時間帯を経験した。
- 2008年3月末でエフエム徳島退社。
- 退社後はオーストラリアへ留学[2]。

## 過去の担当番組
エフエム徳島時代（2005年度 - 2008年度）
- Good Day Humming
- SMILE MORNING
- 局アナバトルROUND3
- T-Cross
- FM徳島ニュース

NHK高松時代（2011年4月 - 2016年4月）
- ゆう6かがわ - キャスター（2013年4月1日 - 2016年3月1日）
- これマジ！？さぬきうどん伝説 - ナレーション

その他
- エフエムひらかた キャンパス ビートルズ（大学在学時）
- 4ebfm98.1（オーストラリア留学時）
  - 日本語放送毎週水曜日、ブリスベンinオーストラリア
- ドキュメントしこく「“ゴミの島”再生の日～豊島　産廃と闘った４2年～」- ナレーション（2017年4月21日）（フリーアナウンサー）